# Spiekeroog
Spiekeroog est une île allemande d'environ 18 km2 et 798 habitants (31 décembre 2004) et la sixième des Îles de la Frise-Orientale vu de l'Ouest entre Langeoog et Wangerooge. Elle appartient comme commune à l'arrondissement de Wittmund au Land de Basse-Saxe.
Spiekeroog est située à environ 5,7 km du continent. L'île est - à l'exception des véhicules d'incendie et de secours - libre de voitures. Un service de traversier quotidien du port de Neuharlingersiel relie l'île au continent allemand.
L'origine du nom "Spiekeroog" est contestée. Aujourd'hui, la plupart de ses habitants ont tendance à croire qu'il s'agit d'une traduction de "l'île de stockage". 

## Histoire
Spiekeroog est mentionné dès 1398 comme l'île de Spiekeroch. À cette époque, elle était un lieu de refuge pour les pirates. En 1625, 13 familles vivaient sur l'île, de l'agriculture, la pêche et la production de calcaire coquillier.
Au début du XIXe siècle, les stations balnéaires - nées à l'origine en Angleterre - deviennent populaires sur les îles allemandes de la mer du Nord. La première station balnéaire est fondée 1797 sur l'île de Norderney. Depuis 1820, Spiekeroog devient un lieu de destination pour les vacances. Un service de ferry hebdomadaire a été établi à partir de Neuharlingersiel en 1792 et, depuis 1842, le service a fonctionné sur une base quotidienne. Pour améliorer le confort des touristes et des clients, un chemin de fer tiré par des chevaux long de 1,7 km a été construit en 1885 entre le village et la plage ouest. Il a été étendu en 1892 au port nouvellement construit dans le Sud-Ouest de l'île. Ce chemin de fer à cheval a été remplacé par des trains diesel en 1949 seulement, ce qui en fait le dernier chemin de fer à cheval d'Allemagne. 

## Tourisme

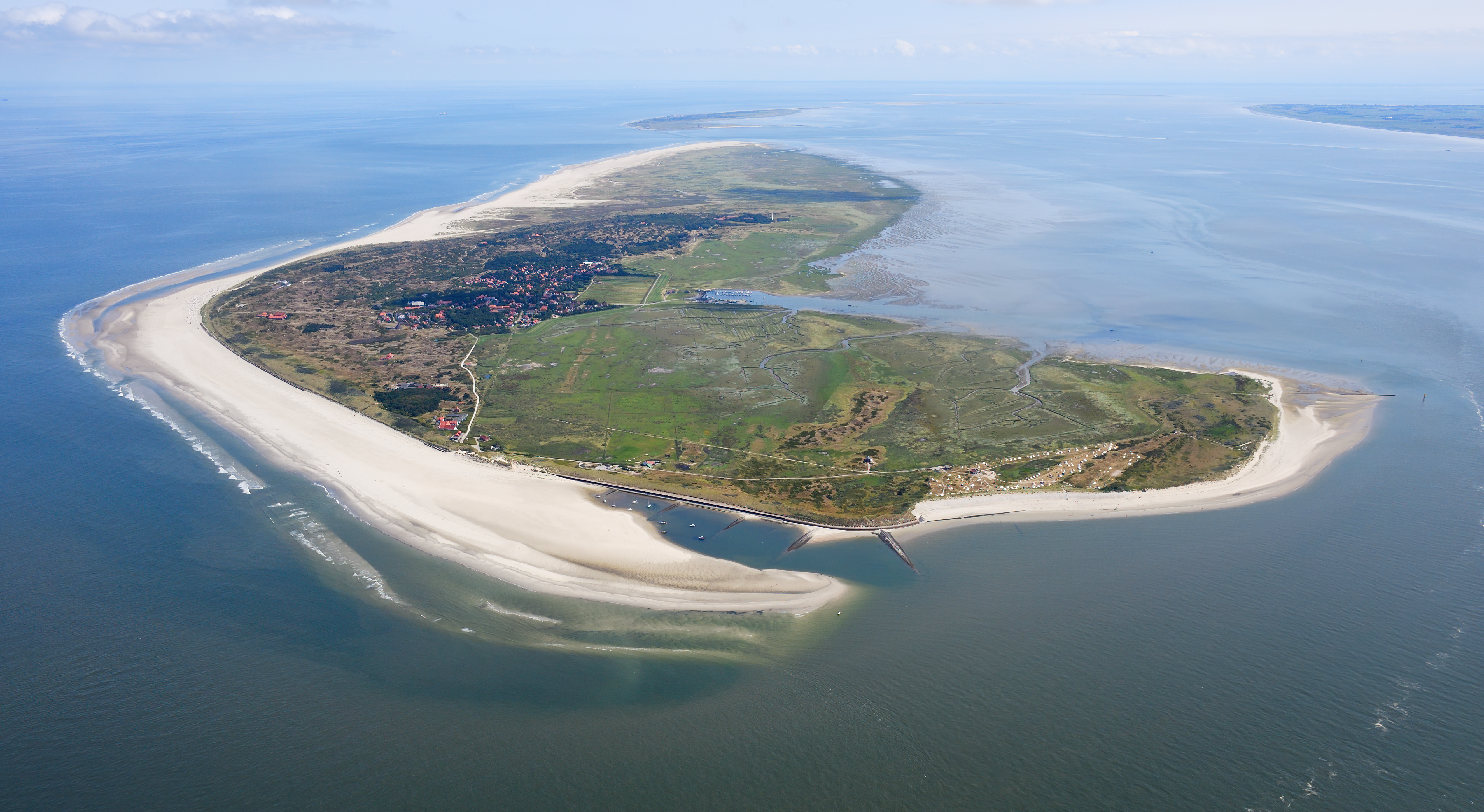
Vue aérienne de Spiekeroog depuis l'ouest.

Spiekeroog est une destination de vacances fréquente pour plusieurs présidents allemands, tels Gustav Heinemann, Richard von Weizsäcker et Johannes Rau.
Comme la plupart des stations balnéaires de la mer du Nord, l'île accueille divers établissements de santé, dont un centre de bien-être, un centre de santé mère/enfant et un spa. Spiekeroog a une capacité de 3 500 lits pour les vacanciers – en comptant les hôtels, pensions, chambres privées, appartements de vacances et centres de santé et de loisirs. Selon une enquête de 2003[réf. nécessaire], 64 000 touristes visitent l'île chaque année totalisant 554 000 nuitées. La durée moyenne de séjour sur l'île est de 5,8 jours.
À côté des hôtels, des pensions et des appartements de vacances, il y a un camping sur la partie occidentale de l'île, ouvert de mai à septembre.

## Lieux d’intérêt
L'église protestante de l'île a été construite en 1696 et est donc la plus ancienne de toutes les églises sur les îles de la Frise orientale. Le portrait de la Vierge Marie dans l'église est censé provenir d'un navire de l'Armada espagnole qui s'est échoué sur Spiekeroog en 1588.

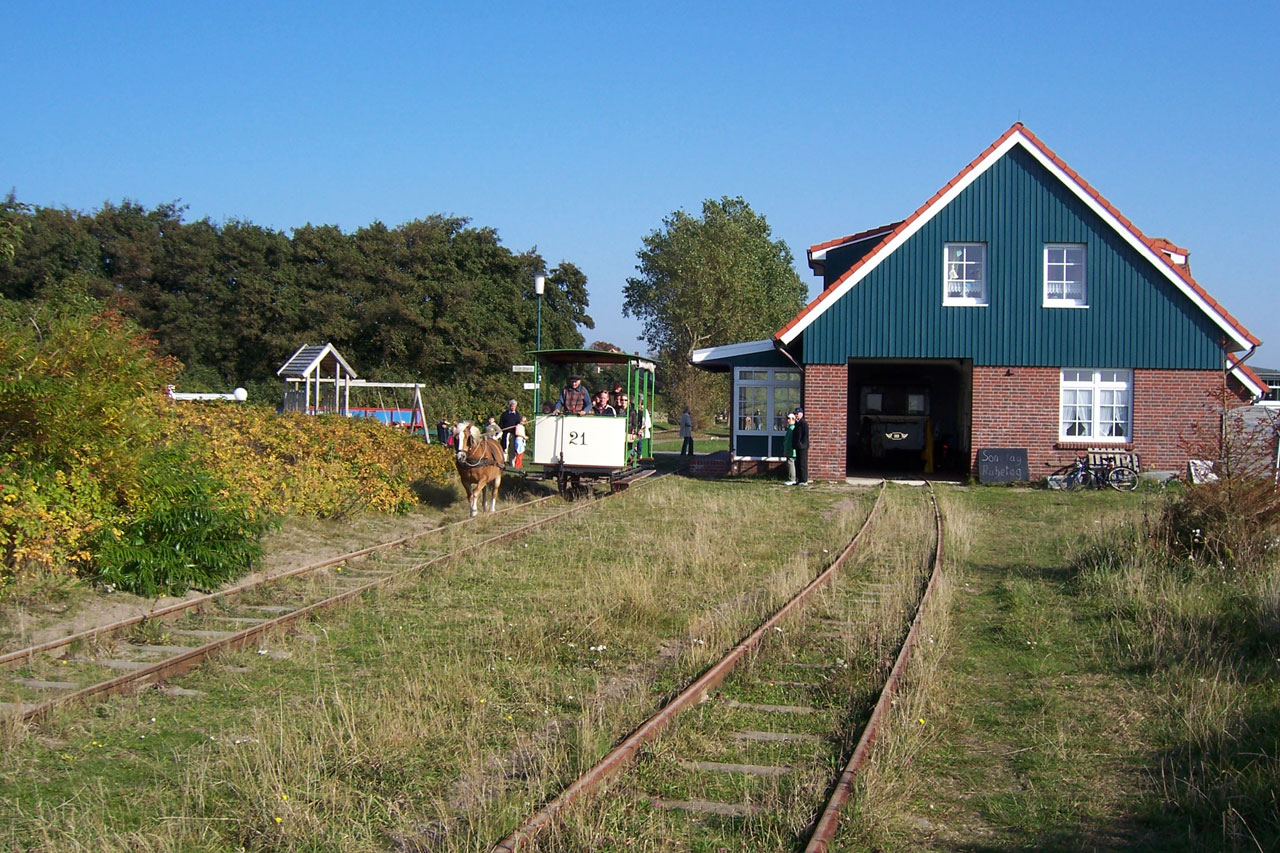
Chemin de fer hippomobile de Spiekeroog.

Drinkeldodenkarkhof, aussi connu comme « le cimetière des sans-abri » est le cimetière pour les 84 victimes du naufrage du navire Johanne en 1854.
Le Musée de l'île montre des objets historiques liés à l'île, traite du développement de la station balnéaire et de la nature sur l'île.
Le musée du coquillage à la maison Kogge présente une exposition de 2 000 coquillages provenant du monde entier.
D'avril à septembre (selon les périodes de vacances), un chemin de fer hippomobile fonctionne encore sur l'île.